# Рафиков, Тимур Шамилович
Тимур Шамилович Рафиков (1965, Буйнакск, Дагестанская АССР, РСФСР, СССР) — советский и российский мастер ушу, чемпион СССР. Тренер по боксу и тайскому боксу.

## Спортивная карьера
Ушу начал заниматься в 1989 году. Является воспитанником А. А. Абдурагимова. В 1990 году победил на чемпионате СССР. После окончания спортивной карьеры работал заместителем руководителя федерации тайского бокса Республики Северная Осетия — Алания. Также работает старшим тренером-преподавателем ДЮСШ №2 Моздока по боксу и тайскому боксу.

## Достижения
- Чемпионат СССР по ушу 1990 — ;
- Международный турнир в Пекине 1991 — ;

## Личная жизнь
В 1997 году окончил школу № 2 в Буйнакске.